# Intercontinental Cup (basketbal)
De World Cup for Champion Clubs, ook wel Intercontinental Cup genoemd, is een voormalige basketbalcompetitie opgezet door de FIBA om de beste clubs van de verschillende federaties die onder de FIBA vielen (met uitzondering van de NBA) tegen elkaar te laten spelen om te zien wie de sterkste club van de wereld was. De enige federaties die meededen waren die van Europa, Noord-Amerika en Zuid-Amerika. Later deed ook Afrika mee door de winnaar van de Basketball Africa League te laten deelnemen.

## Geschiedenis
De Intercontinental Cup werd georganiseerd van 1966 t/m 1987, nadat er in 1965 een test toernooi was gehouden (FIBA Intercontinental Cup Test Tournament). In 1972 organiseerde de FIBA een internationaal toernooi voor nationale teams voor de 150-jarige onafhankelijkheid van Brazilië. In 1973 adopteerde ze de naam Intercontinental Cup William Jones om de secretaris-generaal van de FIBA te eren. 
In 1996 probeerde de FIBA de competitie weer nieuw leven in te blazen. Ze speelde volgens de best-of-three playoff. Het toernooi ging tussen de winnaar van EuroLeague en de winnaar van de Liga Sudamericana. Het toernooi verdween een jaar later om plaats te maken voor het McDonald's Championship, waar ook een NBA-club aan meedeed. In 2013 werd de FIBA-competitie opnieuw gestart.

## Verschillende namen voor het toernooi
- 1965 - FIBA Intercontinental Cup Test Tournament
- 1966 tot 1980 - FIBA Intercontinental Cup (of FIBA World Cup for Champion Clubs)
- 1981 - FIBA Club World Cup
- 1982 tot 1984 - FIBA Intercontinental Cup (of FIBA World Cup for Champion Clubs)
- 1985 tot 1987 - FIBA Club World Cup
- 2013 tot heden - FIBA Intercontinental Cup (of FIBA World Cup for Champion Clubs)

## Winnaars
| Jaar | Plaats                     | Winnaar                  | Uitslag                              | Tegenstander             |
| ---- | -------------------------- | ------------------------ | ------------------------------------ | ------------------------ |
| 1965 | São Paulo                  | SC Corinthians           | 118 - 109                            | Real Madrid              |
| 1966 | Madrid                     | Ignis Varese             | 66 - 59                              | SC Corinthians           |
| 1967 | Varese, Napels, Rome       | Akron Goodyear Wingfoots | 78 - 72                              | Ignis Varese             |
| 1968 | Philadelphia               | Akron Goodyear Wingfoots | 105 - 73                             | Real Madrid              |
| 1969 | Macon                      | Akron Goodyear Wingfoots | 84 - 71                              | TJ Spartak ZJŠ Brno      |
| 1970 | Varese                     | Ignis Varese             | groepsfase                           | Real Madrid              |
| 1972 | São Paulo                  | Verenigde Staten         | groepsfase                           | Sovjet-Unie              |
| 1973 | São Paulo                  | Ignis Varese             | groepsfase                           | EC Sírio                 |
| 1974 | Mexico-Stad                | Maryland Terrapins       | groepsfase                           | Ignis Varese             |
| 1975 | Cantù                      | Forst Cantù              | groepsfase                           | EC Amazonas Franca       |
| 1976 | Buenos Aires               | Real Madrid              | groepsfase                           | Mobilgirgi Varese        |
| 1977 | Madrid                     | Real Madrid              | groepsfase                           | Mobilgirgi Varese        |
| 1978 | Buenos Aires               | Real Madrid              | groepsfase                           | CA Obras Sanitarias      |
| 1979 | São Paulo                  | EC Sírio                 | groepsfase                           | Bosna Sarajevo           |
| 1980 | Sarajevo                   | Maccabi Elite Tel Aviv   | groepsfase                           | AA Francana              |
| 1981 | São Paulo                  | Real Madrid              | groepsfase                           | EC Sírio                 |
| 1982 | 's-Hertogenbosch           | Ford Cantù               | groepsfase                           | Nashua Den Bosch         |
| 1983 | Buenos Aires               | CA Obras Sanitarias      | groepsfase                           | Jolly Colombani Cantù    |
| 1984 | São Paulo                  | Banco di Roma            | groepsfase                           | CA Obras Sanitarias      |
| 1985 | Barcelona, Girona          | FC Barcelona             | 93 - 89                              | CA Monte Líbano          |
| 1986 | Buenos Aires               | Žalgiris Kaunas          | 84 - 78                              | Club Ferro Carril Oeste  |
| 1987 | Milaan                     | Tracer Milano            | 100 - 84                             | FC Barcelona             |
| 1996 | Rosario / Athene           | Panathinaikos            | 2 - 1 (83 - 89 / 83 - 78 / 101 - 76) | Olimpia de Venado Tuerto |
| 2013 | São Paulo                  | Olympiakos Piraeus       | 167 - 139 (81-70 / 86-69)            | Esporte Clube Pinheiros  |
| 2014 | Rio de Janeiro             | Flamengo Basketball      | 156 - 146 (66-69 / 90-77)            | Maccabi Electra Tel Aviv |
| 2015 | São Paulo                  | Real Madrid              | 181 - 170 (90-91 / 91-79)            | Bauru Basket             |
| 2016 | Frankfurt am Main          | Guaros de Lara           | 74 - 69                              | Skyliners Frankfurt      |
| 2017 | San Cristóbal de La Laguna | Iberostar Tenerife       | 76 - 71                              | Guaros de Lara           |
| 2019 | Rio de Janeiro             | AEK Athene               | 86 - 70                              | Flamengo Basketball      |
| 2020 | San Cristóbal de La Laguna | Iberostar Tenerife       | 80 - 72                              | Virtus Segafredo Bologna |
| 2021 | Buenos Aires               | San Pablo Burgos         | 82 - 73                              | AA Quimsa                |
| 2022 | Caïro                      | Flamengo Basketball      | 75 - 62                              | San Pablo Burgos         |
| 2023 | Tenerife                   | Lenovo Tenerife          | 89 - 68                              | São Paulo FC             |
| 2023 | Singapore                  | Sesi Franca              | 70 - 69                              | Telekom Baskets Bonn     |
| 2024 | Singapore                  | Unicaja Málaga           | 75 - 60                              | NBA G League United      |

## Winnaars aller tijden
| Cups | Club                     | In                           |
| ---- | ------------------------ | ---------------------------- |
| 5    | Real Madrid              | 1976, 1977, 1978, 1981, 2015 |
| 3    | Akron Goodyear Wingfoots | 1967, 1968, 1969             |
| 3    | Pallacanestro Varese     | 1966, 1970, 1973             |
| 3    | Lenovo Tenerife          | 2017, 2020, 2023             |
| 2    | Pallacanestro Cantù      | 1975, 1982                   |
| 2    | Flamengo Basketball      | 2014, 2022                   |
| 1    | SC Corinthians           | 1965                         |
| 1    | Verenigde Staten         | 1972                         |
| 1    | Maryland Terrapins       | 1974                         |
| 1    | Esporte Clube Sírio      | 1979                         |
| 1    | Maccabi Elite Tel Aviv   | 1980                         |
| 1    | CA Obras Sanitarias      | 1983                         |
| 1    | Banco di Roma            | 1984                         |
| 1    | FC Barcelona             | 1985                         |
| 1    | Žalgiris Kaunas          | 1986                         |
| 1    | Tracer Milano            | 1987                         |
| 1    | Panathinaikos            | 1996                         |
| 1    | Olympiakos Piraeus       | 2013                         |
| 1    | Guaros de Lara           | 2016                         |
| 1    | AEK Athene               | 2019                         |
| 1    | San Pablo Burgos         | 2021                         |
| 1    | Sesi Franca              | 2023                         |
| 1    | Unicaja Málaga           | 2024                         |

## Per land
| Cups | x clubs | Land             |
| ---- | ------- | ---------------- |
| 11   | 5       | Spanje           |
| 7    | 4       | Italië           |
| 5    | 3       | Verenigde Staten |
| 5    | 4       | Brazilië         |
| 3    | 3       | Griekenland      |
| 1    | 1       | Israël           |
| 1    | 1       | Argentinië       |
| 1    | 1       | Sovjet-Unie      |
| 1    | 1       | Venezuela        |